# Vosmíkova vila
Vosmíkova vila je dům č.p. 1224 v Praze 5 v katastrálním území Smíchov, Tichá ulice 3, Na Hřebenkách 52. Vilu navrhl architekt Josef Fanta pro rodinu sochaře Čeňka Vosmíka (1860–1944). V roce 2016 byl podán návrh na prohlášení vily za kulturní památku.

## Historie
Vilu v secesním slohu, která je v současnosti (2020) ve špatném stavebně-technickém stavu, navrhl v roce 1910 architekt Josef Fanta pro svého přítele, sochaře a restaurátora Čeňka Vosmíka. Ten zde žil a tvořil až do své smrti v roce 1944. Po smrti jeho dcery Růženy Vosmíkové byla v 90. letech prodána. Jejím majitelem je pražský advokát Karel Muzikář.

## Popis
Budova s vysokou věží má složitý půdorys; na severozápadní straně k ní přiléhá sochařský ateliér. Průčelí vily zdobí sgrafita dětských postav, venkovní zdi nesou mravoučné nápisy, např. Kdo dělá, vydělá nebo Úsilím a prací i nebe dobydeš. Obdobné nápisy vyvedené stejným písmem lze nalézt na domě U Vejvodů, který Fanta rekonstruoval.